# Pithecellobium bahamense
Pithecellobium bahamense är en ärtväxtart som beskrevs av Alice Belle Rich Northrop. Pithecellobium bahamense ingår i släktet Pithecellobium och familjen ärtväxter. Inga underarter finns listade i Catalogue of Life.